# René Steinke
René Dan Steinke (Kelet-Berlin, 1963. november 16. –) német színész.

## Élete
Híradástechnikusi képesítést szerzett, majd egy évig dolgozott a Német Vöröskeresztnél betegszállítóként. 14 éves kora óta színész akart lenni. Az Ernst Busch színiiskolában tanult, végül ötödik nekifutásra megkapta a színész diplomát, így álma valóra vált (ekkor 30 éves volt). Szerepelt néhány sorozatban: Praxis Bülowbogen, Team Berlin, Der Landartzt, Die Wache, de legismertebb szerepe Tom Kranich rendőr, a Cobra 11 tévésorozatban, amelyben 1999-től 2003-ig, majd 2005 és 2007 között játszott. A Cobrából végül készülő házassága miatt kellett kilépnie. 
Filmbéli partnerével Erdoğan Atalayjal a magánéletben is jó barátok. 
Ezen kívül nagyon szeret sportolni, kedvencei a tenisz, búvárkodás, foci, siklóernyőzés és a túrázás.

## Filmjei
- 1986: Vernehmung der Zeugen
- 1995: Imken, Anna und Maria
- 1996: Nikolaikirche
- 1996: Seitensprung in den Tod
- 1996: Ein Mord für Quandt (Serie)
- 1997: Die Wache
- 1997: A rendőrség száma 110
- 1997: Die Rettungsflieger
- 1998: Fieber
- 1998: Happy Birthday
- 1998: Ich liebe eine Hure
- 1999–2003: Cobra 11 (Alarm für Cobra 11 - Die Autobahnpolizei) (filmsorozat)
- 2003: Traumprinz in Farbe
- 2003: Wilde Engel Folge : Der Maulwurf
- 2003: Der Ferienarzt in der Wachau (Fernsehfilm-Reihe)
- 2003: Lockruf der Vergangenheit
- 2004: Imádnivaló hercegnő (Eine Prinzessin zum Verlieben) (tévéfilm)
- 2005: Die Braut von der Tankstelle  (Fernsehfilm)
- 2005–2007: Cobra 11 (Alarm für Cobra 11 - Die Autobahnpolizei) (filmsorozat)
- 2006: Hammer und Hart (Fernsehfilm, Gastrolle)
- 2006: Küss mich, Genosse!
- 2006–2007: Pastewka (Fernsehserie, Gastrolle)
- 2007: Die Jäger des Ostsee-Schatzes (tévéfilm)
- 2007: Entführt – Ich hol dich da raus (Fernsehfilm)
- 2008: Plötzlich Papa – Einspruch abgelehnt! (filmsorozat)
- 2009: Klick ins Herz (tévéfilm)
- 2009: SOKO Köln (filmsorozat)
- 2009: Auch Lügen will gelernt sein (tévéfilm)
- 2010: SOKO Leipzig (filmsorozat)
- 2010: Carla (AT) (filmsorozat)
- 2011: Küstenwache (filmsorozat)
- 2012: Az utolsó zsaru (filmsorozat) Dr. Niklas Hold
- 2012: Pastewka (filmsorozat)